# Powiat tomaszowski (województwo łódzkie)
Powiat tomaszowski – powiat w Polsce (województwo łódzkie), utworzony w 1999 roku w ramach reformy administracyjnej. Jego siedzibą jest miasto Tomaszów Mazowiecki.
Według danych z 31 grudnia 2019 roku powiat zamieszkiwało 116 519 osób. Natomiast według danych z 30 czerwca 2020 roku powiat zamieszkiwało 116 141 osób.

## Geografia

### Położenie i obszar
Powiat tomaszowski ma obszar 1024,79 km².
Powiat stanowi 5,62% powierzchni województwa łódzkiego.

### Podział administracyjny
W skład powiatu wchodzą:
- gminy miejskie: Tomaszów Mazowiecki
- gminy miejsko-wiejskie: Inowłódz, Ujazd
- gminy wiejskie: Będków, Budziszewice, Czerniewice, Lubochnia, Rokiciny, Rzeczyca, Tomaszów Mazowiecki, Żelechlinek
- miasta: Inowłódz, Tomaszów Mazowiecki, Ujazd

| Lp.   | Herb | Gmina               | siedziba            | powierzchnia (km²) | ludność | gęstość zaludnienia (osób/km²) |
| ----- | ---- | ------------------- | ------------------- | ------------------ | ------- | ------------------------------ |
| 1     |      | Będków              | Będków              | 57,74              | 3509    | 61                             |
| 2     |      | Budziszewice        | Budziszewice        | 30,17              | 2166    | 72                             |
| 3     |      | Czerniewice         | Czerniewice         | 128,07             | 5094    | 40                             |
| 4     |      | Inowłódz            | Inowłódz            | 97,83              | 3837    | 39                             |
| 5     |      | Lubochnia           | Lubochnia           | 131,37             | 7627    | 58                             |
| 6     |      | Rokiciny            | Rokiciny-Kolonia    | 90,58              | 5952    | 66                             |
| 7     |      | Rzeczyca            | Rzeczyca            | 108,62             | 4909    | 45                             |
| 8     |      | Tomaszów Mazowiecki | Tomaszów Mazowiecki | 149,81             | 10 045  | 67                             |
| 9     |      | Ujazd               | Ujazd               | 96,95              | 7765    | 80                             |
| 10    |      | Żelechlinek         | Żelechlinek         | 92,35              | 3448    | 37                             |
| 11    |      | Tomaszów Mazowiecki | –                   | 41,30              | 66 232  | 1604                           |
| Razem | –    | 11                  | 10                  | 1 024,79           | 120 584 | 118                            |

Powiat tomaszowski graniczy z sześcioma powiatami województwa łódzkiego: opoczyńskim, piotrkowskim, łódzkim wschodnim, brzezińskim, skierniewickim i rawskim oraz z dwoma powiatami województwa mazowieckiego: grójeckim i przysuskim.

## Demografia

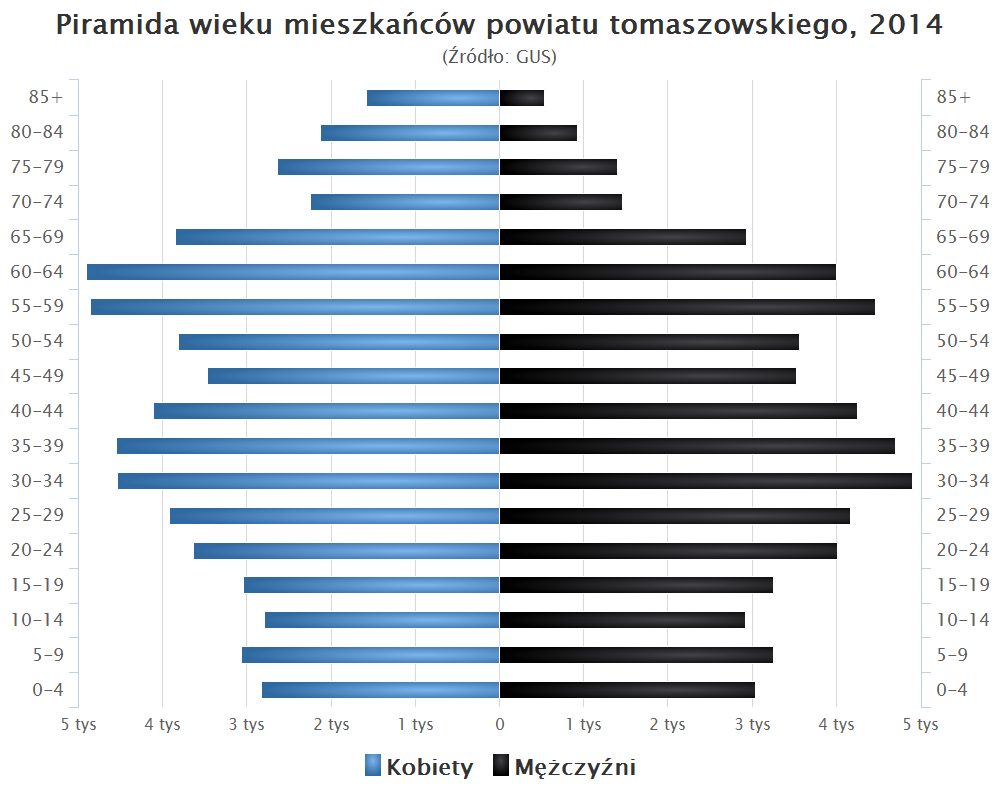
Piramida wieku mieszkańców powiatu tomaszowskiego w 2014 roku

Dane z 31 grudnia 2007 r.:
| Opis                              | Ogółem      | Ogółem      | Kobiety     | Kobiety     | Mężczyźni   | Mężczyźni   |
| --------------------------------- | ----------- | ----------- | ----------- | ----------- | ----------- | ----------- |
| Jednostka                         | osób        | %           | osób        | %           | osób        | %           |
| Populacja                         | 120 584     | 100         | 62 749      | 52,0        | 57 835      | 48,0        |
| Powierzchnia                      | 1024,79 km² | 1024,79 km² | 1024,79 km² | 1024,79 km² | 1024,79 km² | 1024,79 km² |
| Miasto                            | 66 232      | 100         | 35 296      | 53,3        | 30936       | 46,7        |
| Wieś                              | 54 352      | 100         | 27 453      | 50,5        | 26 899      | 49,5        |
| Gęstość zaludnienia [mieszk./km²] | 117,67      | 117,67      | 61,23       | 61,23       | 56,44       | 56,44       |

## Turystyka
Główne atrakcje turystyczne to Spalski Park Krajobrazowy i rzeka Pilica oraz zabytki kultury (m.in. Inowłódz, Ujazd, Będków, Czerniewice, Smardzewice, Krzemienica, Spała, Tomaszów Mazowiecki, Konewka i Jeleń), a także pochodzące z Tresty eksponaty stanowiące część zbiorów Muzeum im. Jacka Malczewskiego w Radomiu

## Starostowie tomaszowscy
Na podstawie źródła:
- Stefan Gołaszewski (1 stycznia 1999 – 26 lipca 2001)
- Jerzy Kowalczyk (26 lipca 2001 – 19 listopada 2002)
- Andrzej Barański (19 listopada 2002 – 1 grudnia 2006)
- Piotr Kagankiewicz (1 grudnia 2006 – 1 grudnia 2014)
- Mirosław Kukliński (1 grudnia 2014 – 27 listopada 2018)
- Mariusz Węgrzynowski (27 listopada 2018 – nadal)